# Liste der denkmalgeschützten Objekte in Wiesmath
Die Liste der denkmalgeschützten Objekte in Wiesmath enthält die 6 denkmalgeschützten unbeweglichen Objekte der Gemeinde Wiesmath im niederösterreichischen Bezirk Wiener Neustadt-Land.

## Denkmäler
| Foto |                 | Denkmal                                                             | Standort                                         | Beschreibung | Metadaten |
| ---- | --------------- | ------------------------------------------------------------------- | ------------------------------------------------ | --- | --- |
| ja   | Datei hochladen | Kath. Filialkirche hl. Anna HERIS-ID: 30599 Objekt-ID: 27351        | neben Annaberg 1 Standort KG: Wiesmath           | Die Annakirche wurde im spätgotischen Stil errichtet. Sie wurde im Jahr 1509 aus dem Verkaufserlös von nicht sehr ertragreichen Weingärten erbaut. 1955 erweitert und durch den damaligen Weihbischof Jakob Weinbacher geweiht.                                       | BDA-Hist.: Q37936055 Status: § 2a Stand der BDA-Liste: 2025-06-30 Name: Kath. Filialkirche hl. Anna GstNr.: .140 Saint Anne Church (Wiesmath)          |
| ja   | Datei hochladen | Pfarrhof HERIS-ID: 30595 Objekt-ID: 27347                           | Hauptplatz 1 Standort KG: Wiesmath               | Giebelständiger zweigeschoßiger Rechteckbau unter Satteldach mit Tormauer, im Inneren Stuckdeckenausstattung um 1720/30 | BDA-Hist.: Q37936001 Status: § 2a Stand der BDA-Liste: 2025-06-30 Name: Pfarrhof GstNr.: .1 Pfarrhof Wiesmath                                          |
| ja   | Datei hochladen | Figurenbildstock hl. Florian HERIS-ID: 30598 Objekt-ID: 27350       | Hauptplatz 1, bei Standort KG: Wiesmath          | Bezeichnet 1725 | BDA-Hist.: Q37936037 Status: § 2a Stand der BDA-Liste: 2025-06-30 Name: Figurenbildstock hl. Florian GstNr.: 2384/8 Statue of Saint Florian (Wiesmath) |
| ja   | Datei hochladen | Mariensäule HERIS-ID: 30596 Objekt-ID: 27348                        | vor Hauptplatz 3 Standort KG: Wiesmath           | Die Statue der Madonna auf weinlaubumrankter Rundstütze, bezeichnet mit 1732, wurde 1856 an diese Stelle versetzt. | BDA-Hist.: Q37936018 Status: § 2a Stand der BDA-Liste: 2025-06-30 Name: Mariensäule GstNr.: 2384/8 Maria Column (Wiesmath)                             |
| ja   | Datei hochladen | Kirchhofanlage hll. Peter und Paul HERIS-ID: 30593 Objekt-ID: 27345 | neben Hauptplatz 9 Standort KG: Wiesmath         | Spätgotische Wehrkirchenanlage, 1350 urkundlich Pfarre, 1498 neu geweiht, 1703/04 Turmerneuerung. Der die Kirche umgebende Friedhof wurde 1834 zur Filialkirche nach Annaberg verlegt. Die Mauerstärke der Wehrkirche beträgt 184 cm, die der Seitenwände rund 90 cm. | BDA-Hist.: Q37935980 Status: § 2a Stand der BDA-Liste: 2025-06-30 Name: Kirchhofanlage hll. Peter und Paul GstNr.: .56/1, .56/3 Pfarrkirche Wiesmath   |
| ja   | Datei hochladen | Ortskapelle hl. Anna HERIS-ID: 30602 Objekt-ID: 27354               | Schwarzenberg 3, gegenüber Standort KG: Wiesmath | Kleiner neobarocker Kirchenbau mit vorgestelltem Westturm unter Spitzhelm und halbkreisförmigem Chor, 1874 erbaut | BDA-Hist.: Q37936077 Status: § 2a Stand der BDA-Liste: 2025-06-30 Name: Ortskapelle hl. Anna GstNr.: .328                                              |